# 7. пук ВОЈИН
1. пук ВОЈИН био је пук ваздушног осматрања, јављања, извиђања и навођења (ВОЈИН) Југословенске народне армије. Формиран је 8. јуна 1955. са командом у Београду као 137. пук ВОЈИН. Настао је преформирањем 107. батаљона ВОЈИН са командом у Сарајеву. Због потешкоћа са опремањем јединице техником за попуну планиране формације, до краја 50-их помиње се и као 137. батаљон ВОЈИН или 1. батаљон 137. пука ВОЈИН.
У складу са планом Дрвар преименован 1959. у 7. пук ВОЈИН. Према плану Дрвар 2 расформиран 1964. године. 

## Организација
Током свог постојања, 7. пук ВОЈИН је био у саставу:
- 7. ваздухопловне команде (1959—1964)

## Команданти пука
- пуковник Слободан Илић